# نوادا
نوادا (به انگلیسی: Nevada) از ایالت‌های غرب ایالات متحده است. از شمال با اورگن و آیداهو، از شرق با یوتا و آریزونا و از جنوب و غرب با کالیفرنیا هم‌مرز است. ساختار زمین‌شناسی این ایالت از دشت‌ها، کوه‌ها و دره‌ها، تشکیل شده‌است. مرکز آن، کارسون‌سیتی و بزرگ‌ترین شهر آن، لاس وگاس است. نوادا، دو میلیون و ۸۳۹ هزار نفر، جمعیت دارد.
نوادا، اقلیمی بیابانی دارد و در ایالات متحده به ایالت نقره، معروف است. قوی‌ترین بخش اقتصادی این ایالت، مربوط به گردشگری و قمار و کازینوهای معروف آن است که به‌ویژه در لاس وگاس و رینو، متمرکز هستند. نوادا تنها ایالت آمریکاست که در نواحی ویژه‌ای از آن، روسپیگری جنبه قانونی دارد.

## تاریخچه
پیش از آمدن اروپایی‌ها به این منطقه، سرخ‌پوستان قبایل پایوتی، شوشونی و واشو در سرزمین کنونی نوادا سکونت داشتند. نخستین کاشفان اروپایی که به این منطقه آمدند اسپانیایی بودند. آن‌ها این ناحیه را نوادا نامیدند که در زبان اسپانیایی به معنای «برفی» است و علت آن برف‌گیر بودن کوهستان‌های این ناحیه در زمستان بود.
ناحیه نوادا بخشی از قلمرو اسپانیای جدید شد و سپس با استقلال مکزیک در سال ۱۸۲۱، نوادا نیز بخشی از مکزیک را تشکیل داد. پس از پیروزی ایالات متحده در جنگ آمریکا و مکزیک، ایالات متحده منطقه نوادا را در سال ۱۸۴۸ ضمیمه خود کرد و تقسیمات کشوری در سال ۱۸۵۰ آن را بخشی از قلمرو یوتا به‌شمار آورد. کشف نقره در رگه کامستاک در سال ۱۸۵۹ باعث مهاجرت زیاد جمعیت به نوادا شد و این امر جدایی از یوتا و ایجاد قلمروی جدای نوادا در سال ۱۸۶۱ را در پی داشت. در ۳۱ اکتبر ۱۸۶۴ نوادا به عنوان سی‌وششمین ایالت آمریکا به‌رسمیت شناخته شد.

## تقسیمات ایالتی
ایالت نوادا به ۱۶ شهرستان و یک شهر جداگانه (کارسون‌سیتی) تقسیم شده‌است:
شهرستان‌های نوادا عبارتند از استوری، اسمرالدا، ایلکو، پرشینگ، چرچیل، داگلاس، کلارک، لایون، لندر، لینکلن، مینرال، نای، واشو، وایت‌پاین، هامبولت و یورکا.

## جغرافیا
بیشتر نوادا را سرزمین‌های گرم و خشک بیابانی (همچون صحرای موهاوی) تشکیل می‌دهد.
شهرهای مهم ایالت نوادا عبارتند از: لاس وگاس، رینو، اسپارکس، ایلکو، الی، هندرسون، بولدر سیتی، بابیت
نوادا بیشتر از همه ایالت‌ها دارای زنجیرهٔ کوه‌ها (۳۱۴) و چشمه‌های آب گرم (۳۱۲) است.
دریاچه‌های این ایالت به قرار ذیل است: دریاچه واکر، دریاچه پیرامید، دریاچه مید و دریاچه تاهو

## تأسیسات نظامی

### قرارگاه نظامی ۵۱
منطقه ۵۱ یکی از مرموزترین قرارگاه‌های نظامی ایالات متحده در این ایالت قرار دارد.

### کوه یاکا
این ایالت تا سال۱۹۹۳ محل آزمایش‌های جنگ‌افزار هسته‌ای دولت فدرال بود. پروژهٔ بزرگ‌ترین محل دفن عمیق ضایعات هسته‌ای سطح بالای جهان که در کوه یاکا در نوادا مدت‌ها در حال ساخت بوده‌است، کماکان دچار مشکلات پرشمار فدرالی، قانونی، و ایالتی است.

## اقتصاد

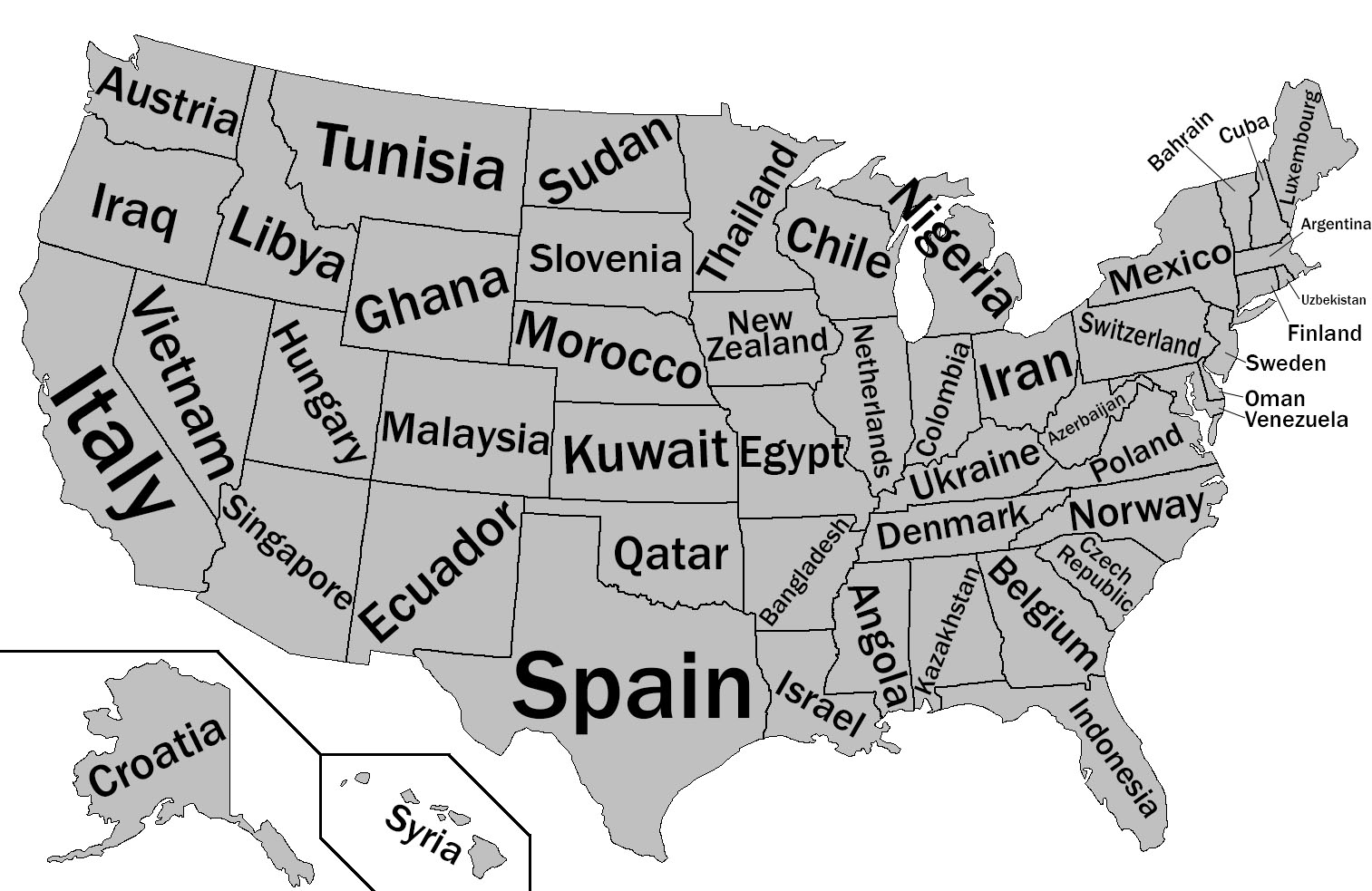
مقایسهٔ تولید ناخالص داخلی ایالت‌های آمریکا با کشورهای دیگر در سال ۲۰۱۲. ایالت نوادا در این سال تولید ناخالصی اش قابل مقایسه با کشور ویتنام بوده‌است.

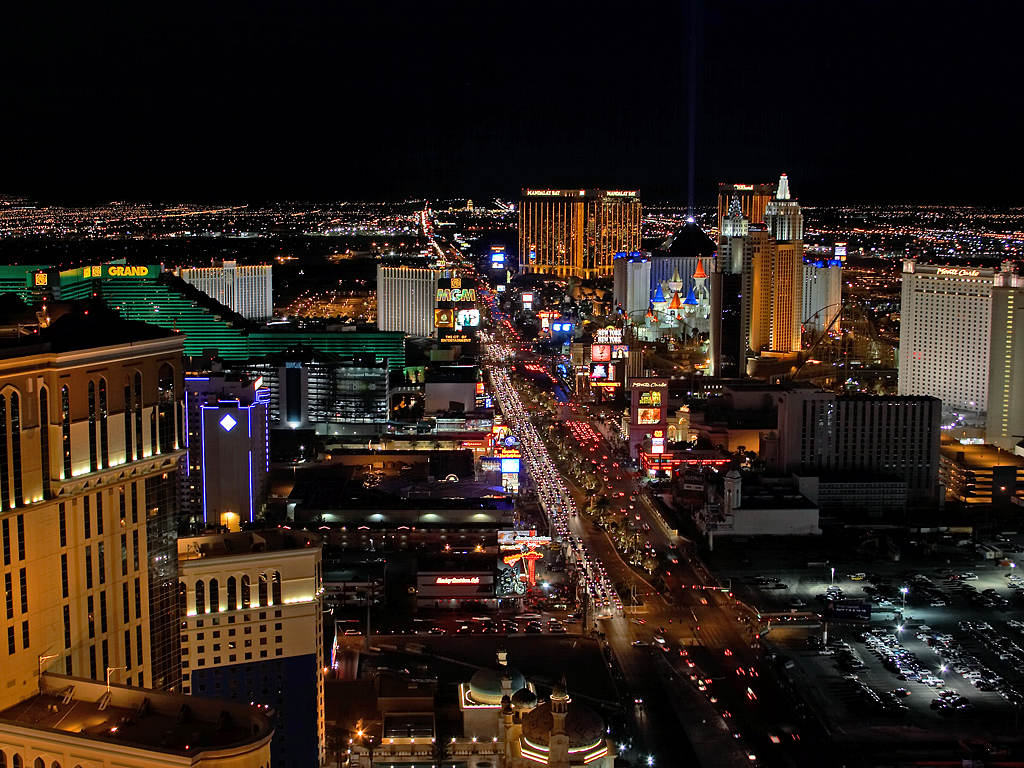
استریپ مشهور کازینوهای لاس وگاس

در سال ۲۰۱۲، این ایالت تولید ناخالص داخلی برابر با ۱۴۳٬۵۰۳ میلیارد دلار داشت، که قابل مقایسه با تولید ناخالص داخلی کشور ویتنام (۱۵۵٬۸۲۰ میلیارد دلار) بود.
صنایع مهم:
صنایع خدماتی که مهم‌ترین آن‌ها خدمات گردشگری، قمار، سرگرمی و تفریح است در این ایالت موقعیت مسلط و ممتازی دارند. تولید صنعتی در نوادا شامل محصولات چاپی، فراورده‌های غذایی، بتن و ماشین آلات است. فراورده‌های عمدهٔ کشاورزی این ایالت احشام، یونجه خشک، لبنیات، پیاز و سیب‌زمینی را شامل می‌شوند. معدن، بخش مهم دیگری از اقتصاد این ایالت را تشکیل می‌دهد. نوادا بزرگترین تولیدکننده طلا در ایالات متحده است. از جملهٔ محصولات معدنی مهم دیگر آن نقره و مس است.

### سد هوور

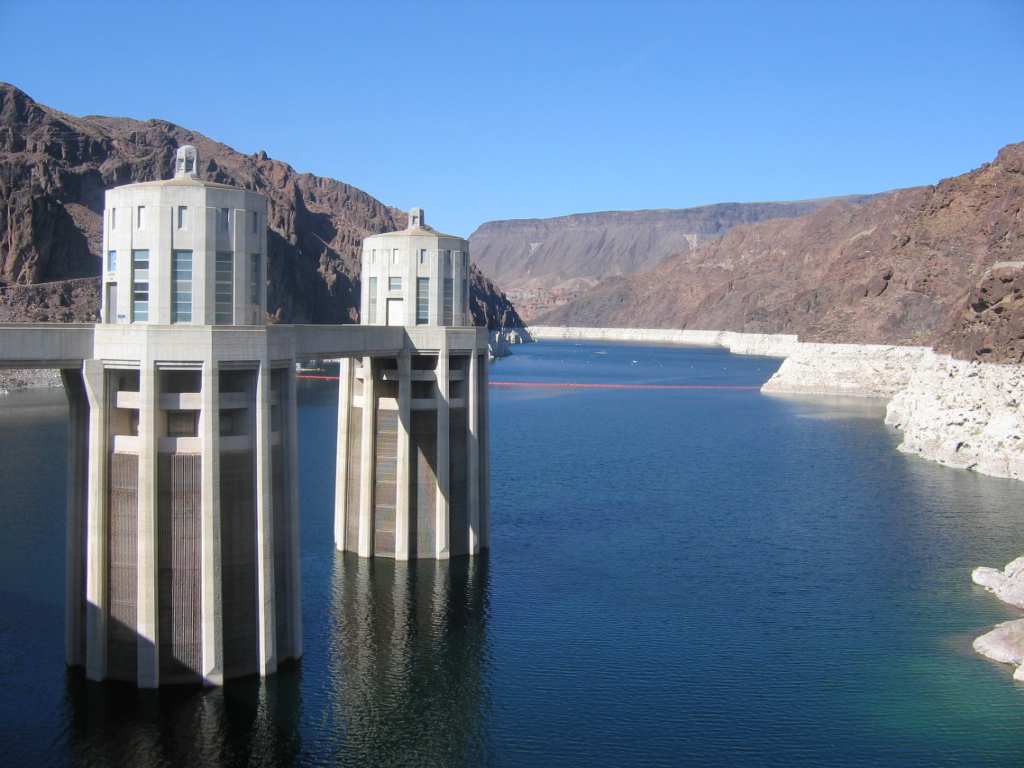
سد هوور

سد هوور یکی از بزرگ‌ترین سدهای ایالات متحده است که بر روی رودخانه کلرادو در جنوب شرقی شهر لاس وگاس در ایالت نوادا بسته شده‌است. ساخت سد بزرگ هوور (Hoover Dam) در سال ۱۹۳۵ به اتمام رسید
این سد تا پیش از احداث سد گراند کولی در سال ۱۹۴۵ میلادی، بزرگترین سازه بتنی و بزرگترین نیروگاه برق‌آبی در جهان بود.
سد هوور نوادا بزرگترین طرحی است که در تاریخ ایالات متحده منحصراً توسط دولت به اجرا درآمده‌است.

## آموزش عالی
دانشگاه نوادا در لاس وگاس یا به اختصار UNLV یک دانشگاه تحقیقاتی ایالتی در شهر لاس وگاس واقع شده‌است. UNVL که در سال ۱۹۵۷ تأسیس شده‌است، بیش از ۲۶٬۰۰۰ دانشجو در مقطع لیسانس دارد. این دانشگاه بیش از هر چیز به خاطر برنامه خود در مدیریت مهمانداری شناخته شده‌است. یکی دیگر از دانشگاه‌های تحقیقاتی دولتی در ایالت «زادهٔ جنگ» (Battle-Born) دانشگاه نوادا در رینو (UNR) است. UNR که در سال ۱۸۷۴ تأسیس شد در رنو واقع است و ۱۲٬۰۰۰ دانشجوی ثبت نام شده در مقطع کارشناسی ارشد دارد. این دانشگاه به خاطر برنامه‌های مقطع کارشناسی ارشد در روزنامه‌نگاری، کشاورزی و علوم طبیعی و برنامه‌های دوره‌های بالاتر از کارشناسی ارشد در تجارت، پزشکی و مهندسی خود معروف است.

## فرهنگ
ویژگی‌های غذایینوادا به خاطر بیف‌جرکی (گوشت گاو خشک شده خود، باریکه‌های گوشت که چربی آن گرفته شده و برای جلوگیری از فاسد شدن خشک شده)، معروف است. با وجودی که گوشت خشک شده می‌تواند از هر نوع گوشتی درست شود، نوادایی‌ها بیشتر از گوشت گاو که طعم و چاشنی‌هایی از قبیل بوفالو و تری‌یاکی به آن اضافه شده‌است، استفاده می‌کنند.
ارتباط بین‌المللی: لاس وگاس خواهرخوانده آنجلس سیتی، فیلیپین؛ آنسان، کره جنوبی؛ هولودائو چین؛ جیجو سیتی، کره جنوبی؛ پاموک کاله، ترکیه و فوکت، تایلند است.
این ایالت جمعیت قابل توجهی اسب موستانگ دارد.

### سینما

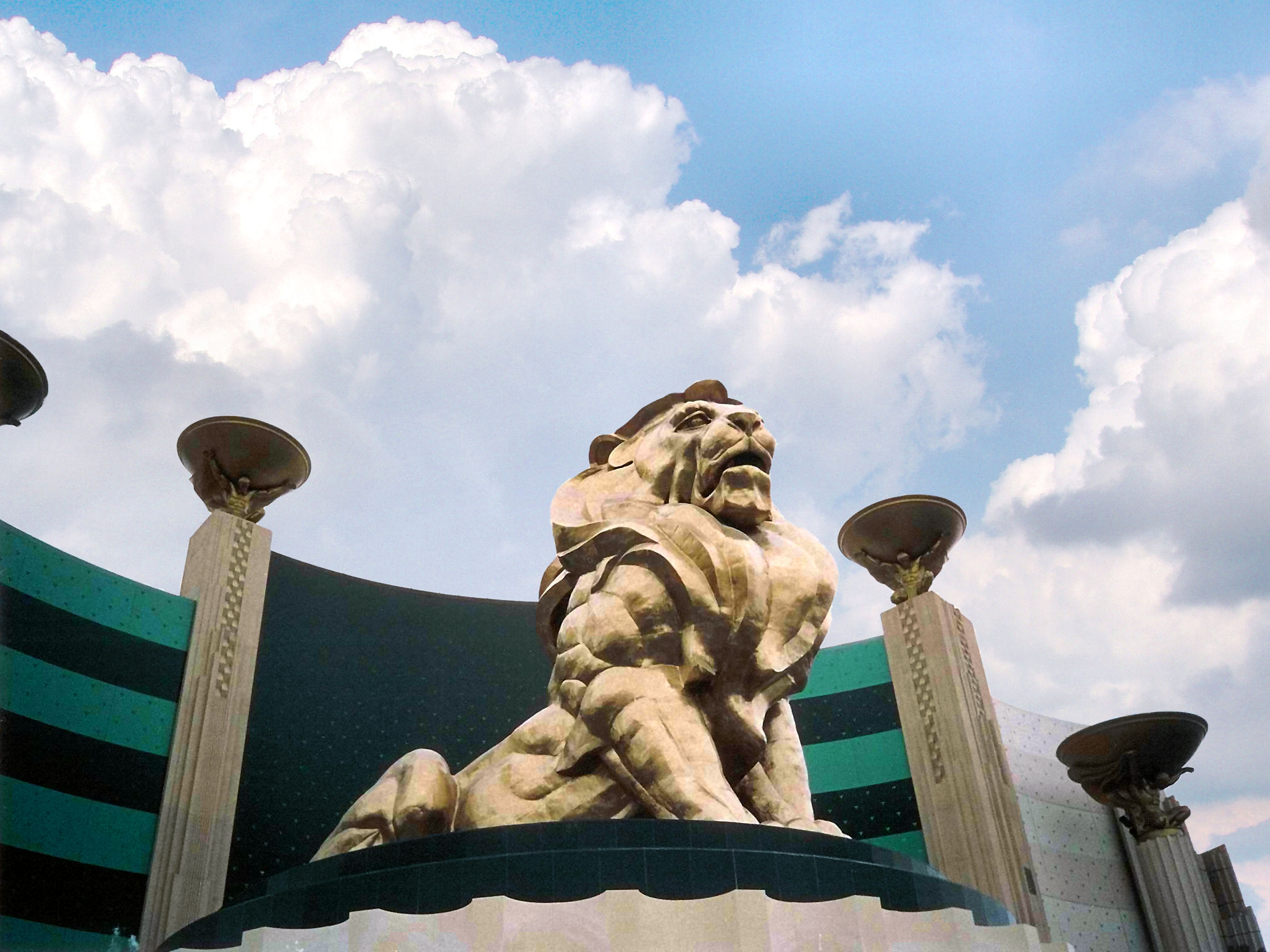
اقتصاد نوادا بر پایه صنایع گردشگری و تفریحی است. تصویر شیر نگهبان کازینوی مشهور MGM Grand در لاس وگاس را نشان می‌دهد.

حوادث فیلم‌های زیر همه در ایالت نوادا اتفاق می‌افتد.
- فیلم جنایی ۱۹۷۴ پدرخوانده: قسمت سوم با هنرنمایی آل پاچینو
- فیلم جنایی ۱۹۹۵ کازینو به کارگردانی مارتین اسکورسیزی
- فیلم ۱۹۹۸ ترس و نفرت در لاس وگاس با هنرنمایی جانی دپ
- فیلم ورزشی ۲۰۰۴ بچه یک میلیون دلاری با هنرنمایی هیلاری سوانک و کلینت ایست وود
- فیلم ترسناک ۲۰۱۱ شب وحشت با هنرنمایی کالین فاررل

## مشاهیر
از اهالی مشهور این سرزمین می‌توان افراد زیر را نام برد.
- آندره آغاسی، تنیسور معروف
- کایل بوش، راننده NASCAR
- گری گابلر، هنرپیشه
- راتینا وسلی (Rutina Wesley)، هنرپیشه
- داوی الیزابت چیس، هنرپیشه
- کوین رز، بنیان‌گذار Digg
- مارکوس بنکس (Marcus Banks)، بازیکن بسکتبال
- باری زیتو (Barry Zito)، بازیکن بیسبال
- برایس هارپر، بازیکن بیسبال
- برندن فلاورز خواننده اصلی گروه د کیلرز
- شین دیزل

- اون اطلس، بازیگر

## نگارخانه

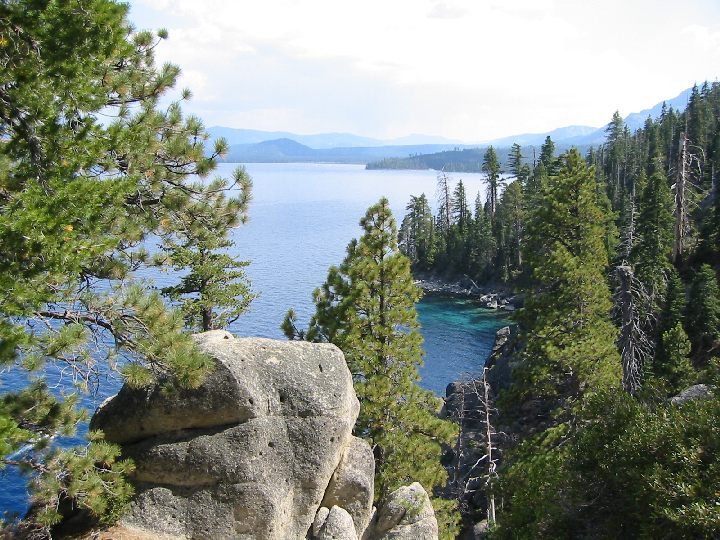
دریاچه تاهو در شمال این ایالت در مرز با کالیفرنیا محل گردش محبوبی است.
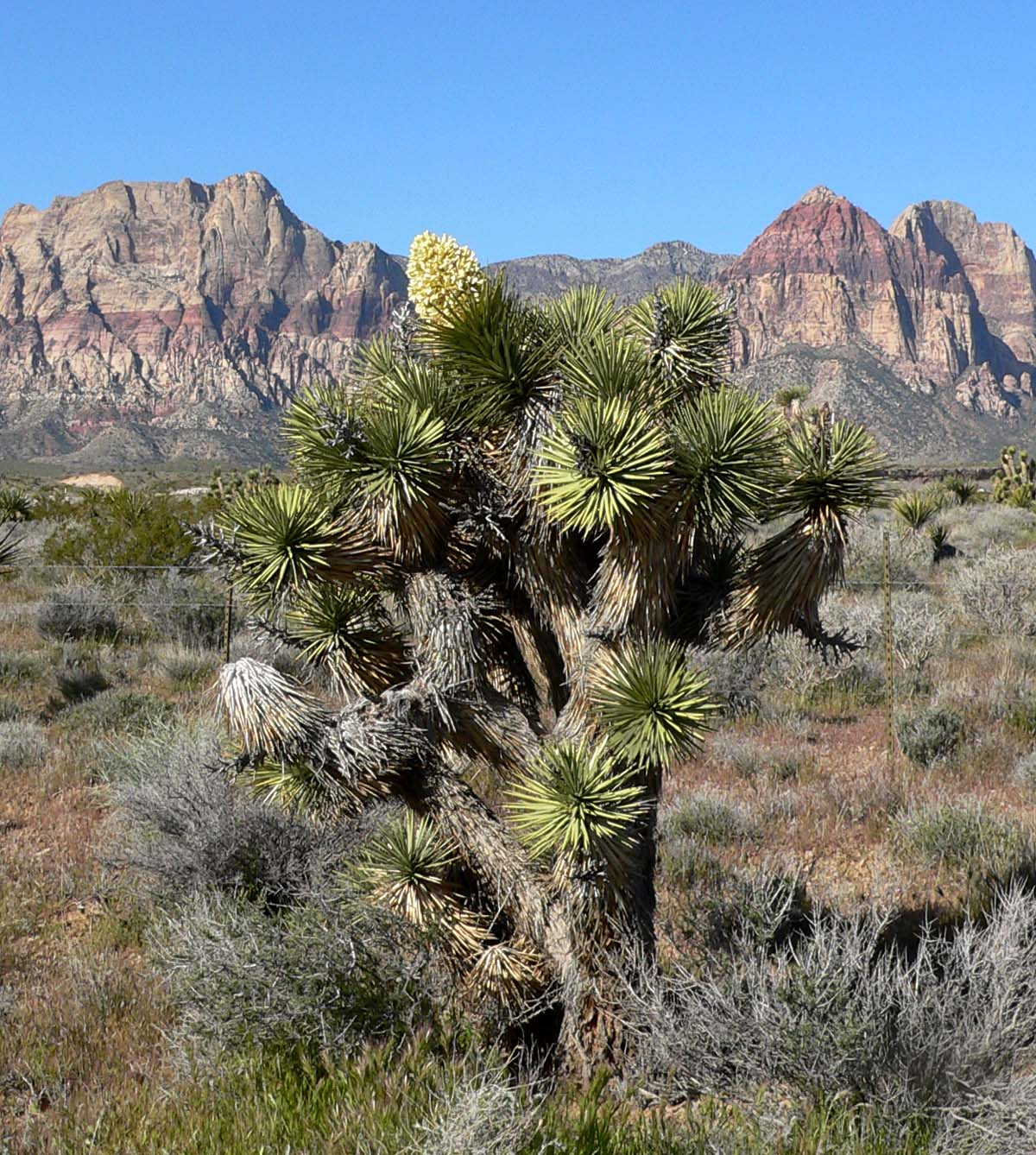
پارک رد راک کنیون (درهٔ سنگ سرخ)
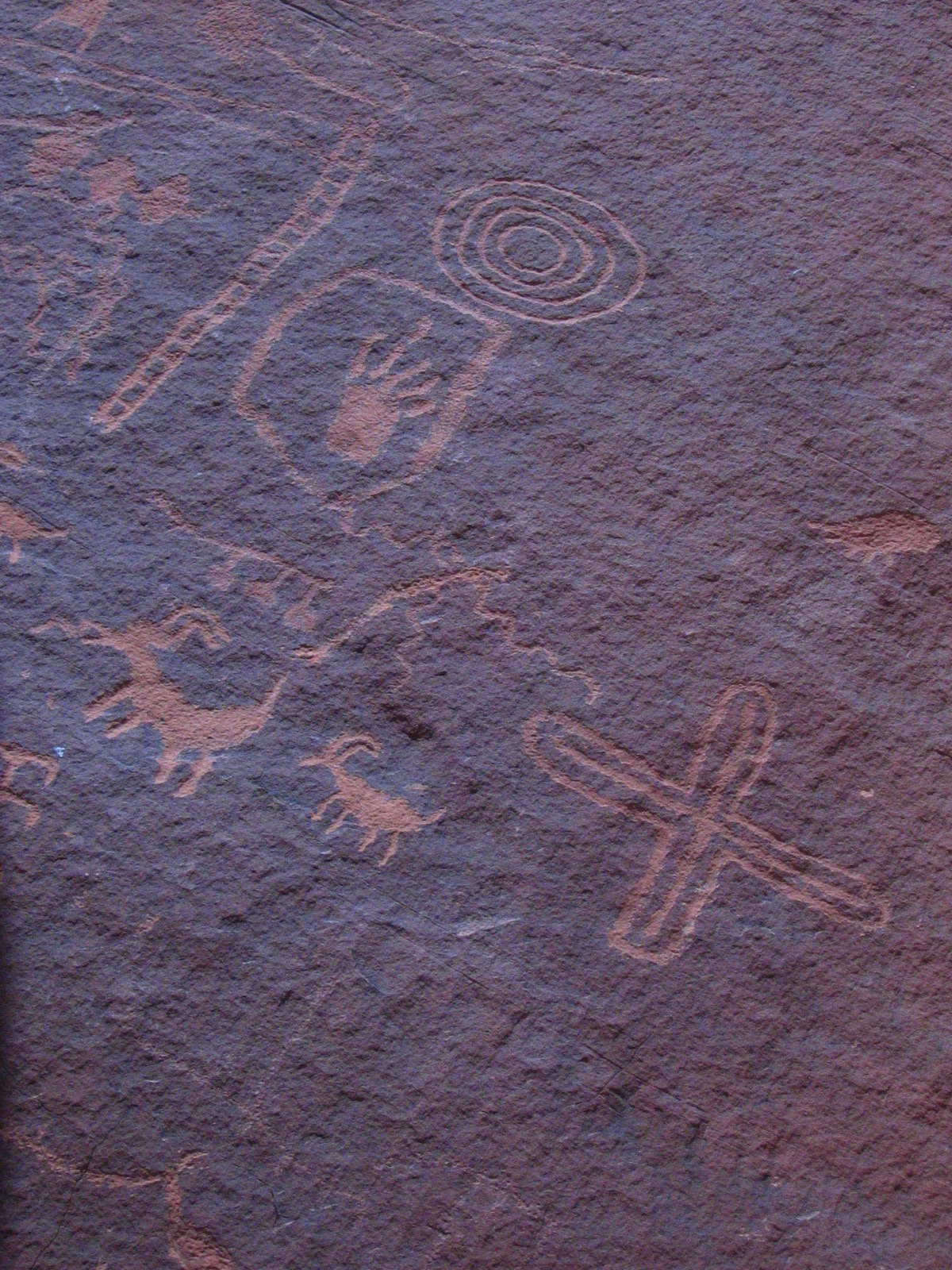
سنگ نگاره‌های سرخ‌پوستان کهن در درهٔ آتش (Valley of Fire)

- پیست اتومبیل‌رانی مدرسهٔ ماریو آندرتی در شهر لاس وگاس واقع شده‌است.
- لاس وگاس بیش از هر شهر دیگر در دنیا اتاق هتل دارد.

## پارک‌های ملی
- پارک ملی گریت بیسن
- پارک ملی دث ولی